# Spath Crest
Spath Crest är en bergstopp i Antarktis. Den ligger i Östantarktis. Argentina och Storbritannien gör anspråk på området. Toppen på Spath Crest är 1 450 meter över havet.
Terrängen runt Spath Crest är huvudsakligen platt. Spath Crest ligger uppe på en höjd som går i öst-västlig riktning. Trakten är obefolkad. Det finns inga samhällen i närheten.